# Sortes Vergilianae
Les sortes vergilianae ('respostes de l'oracle virgilià') són una forma d'endevinació per mitjà de la bibliomància en la qual es donen consells o prediccions de futur interpretant passatges de les obres del poeta romà Virgili.
L'ús del poeta Virgili per a l'endevinació pot datar-se ja al segle ii —quan la seua obra i la seua figura recuperen la popularitat—, i forma part d'una tradició posterior més àmplia que associava el poeta amb la màgia. El sistema sembla haver estat modelat a partir de les antigues sortes romanes tal com es veu a les sortes homericae, i més tard a les sortes sanctorum .